# Mistrzostwa Świata w Piłce Nożnej Kobiet 2007
V Mistrzostwa Świata w Piłce Nożnej Kobiet 2007 (ang.: FIFA Women's World Cup 2007) zostały rozegrane w Chinach w dniach 10-30 września 2007. W turnieju finałowym wystartowało 16 drużyn narodowych.
Reprezentacja Niemiec, jako pierwsza w historii rozgrywek kobiet, obroniła mistrzostwo sprzed 4 lat; również jako pierwsza w historii, dokonała tego bez straty ani jednej bramki, wygrywając w meczu finałowym 2:0 z Brazylią. W meczu o III miejsce, Stany Zjednoczone pokonały Norwegię 4:1.
Królową strzelczyń została Brazylijka Marta z 7 golami, jak i zawodniczką uznaną za najlepszą. Za to, zdobywczyni zwycięskiego gola w meczu finałowym, Niemka Birgit Prinz, objęła prowadzenie na liście strzelczyń wszech czasów rozgrywek finałowych mundialu z 14 golami (pierwotna i dotychczasowa liderka, która zakończyła karierę, Amerykanka Michelle Akers ma na koncie 12 goli). Bramkarka Niemiec Nadine Angerer ustanowiła nowy rekord mundialowy na czas zachowania czystego konta, w trakcie czego jako jedyna w turnieju skutecznie broniąc rzut karny wykonany w meczu finałowym przez Martę.

## Kwalifikacje
W każdej z konfederacji odbyły się eliminacje. Z UEFA (Europy) do finałów awansowało 5 reprezentacji; z AFC (Azji) 4 (w tym Chiny, gospodarz); z CAF (Afryki), CONMEBOL (Ameryki Południowej) i CONCACAF (Ameryki Północnej – po 2 drużyny narodowe. Jedna drużyna awansowała z OFC (Oceanii).

### Udział polskiej reprezentacji w kwalifikacjach

#### Mecze Polski
| Data                 | Miejsce         | Drużyny            | Wynik     | Bramki dla rep. Polski              |
| -------------------- | --------------- | ------------------ | --------- | ----------------------------------- |
| 27 sierpnia 2005     | Słupsk          | Polska - Dania     | 1:5 (0:4) | Gawrońska                           |
| 24 września 2005     | Vaasa           | Finlandia - Polska | 3:1 (1:0) | Gawrońska                           |
| 29 września 2005     | Kutno           | Polska - Hiszpania | 3:2 (0:2) | Rytwińska, samob., Pożerska         |
| 30 października 2005 | Heverlee        | Belgia - Polska    | 2:3 (1:1) | Gawrońska, Nazarczyk, Otrębska      |
| 30 marca 2006        | Aranda de Duero | Hiszpania - Polska | 7:0 (3:0) |                                     |
| 22 kwietnia 2006     | Jaworzno        | Polska - Finlandia | 1:5 (0:3) | Żelazko                             |
| 7 maja 2006          | Brøndby         | Dania - Polska     | 3:1 (1:0) | Żelazko                             |
| 23 września 2006     | Kutno           | Polska - Belgia    | 4:2 (1:1) | Żelazko 2, Rytwińska, Makowska (k.) |

1. Dania      8 • 19 22-6

2. Finlandia      8 • 16 16-5

3. Hiszpania      8 • 14 19-14

4. Polska      8 • 9 14-29

5. Belgia      8 • 0 8-25
W eliminacjach wystąpiły:
- bramkarki: Izabela Godzińska • Joanna Klawińska
- obrończynie: Natalia Golasowska • Daria Kasperska • Maria Makowska • Magdalena Mleczko • Justyna Nazarczyk • Iwona Okrasa • Paulina Rytwińska • Katarzyna Stochaj • Karolina Wiśniewska
- pomocniczki: Hanna Konsek • Dominika Maciaszczyk • Alicja Pawlak • Patrycja Pożerska • Katarzyna Rusek • Marta Stobba • Ewa Żyła
- napastniczki: Anna Gawrońska • Liliana Gibek • Marta Otrębska • Agnieszka Winczo • Anna Żelazko

## Zespoły
| Azja (AFC) - Australia - Chiny - Japonia - Korea Północna Afryka (CAF) - Ghana - Nigeria Ameryka Płn., Środk. i Karaiby (CONCACAF) - Kanada - Stany Zjednoczone | Europa (UEFA) - Anglia - Niemcy - Dania - Norwegia - Szwecja Oceania (OFC) - Nowa Zelandia Ameryka Południowa (CONMEBOL) - Argentyna - Brazylia |  |

## Stadiony
| Miasto   | Stadion                        | Pojemność |
| -------- | ------------------------------ | --------- |
| Tiencin  | Tianjin Olympic Center Stadium | 60 000    |
| Wuhan    | Wuhan Sports Center Stadium    | 55 000    |
| Hangzhou | Yellow Dragon Stadium          | 52 000    |
| Chengdu  | Chengdu Sports Centre          | 40 000    |
| Szanghaj | Hongkou Stadium                | 35 000    |

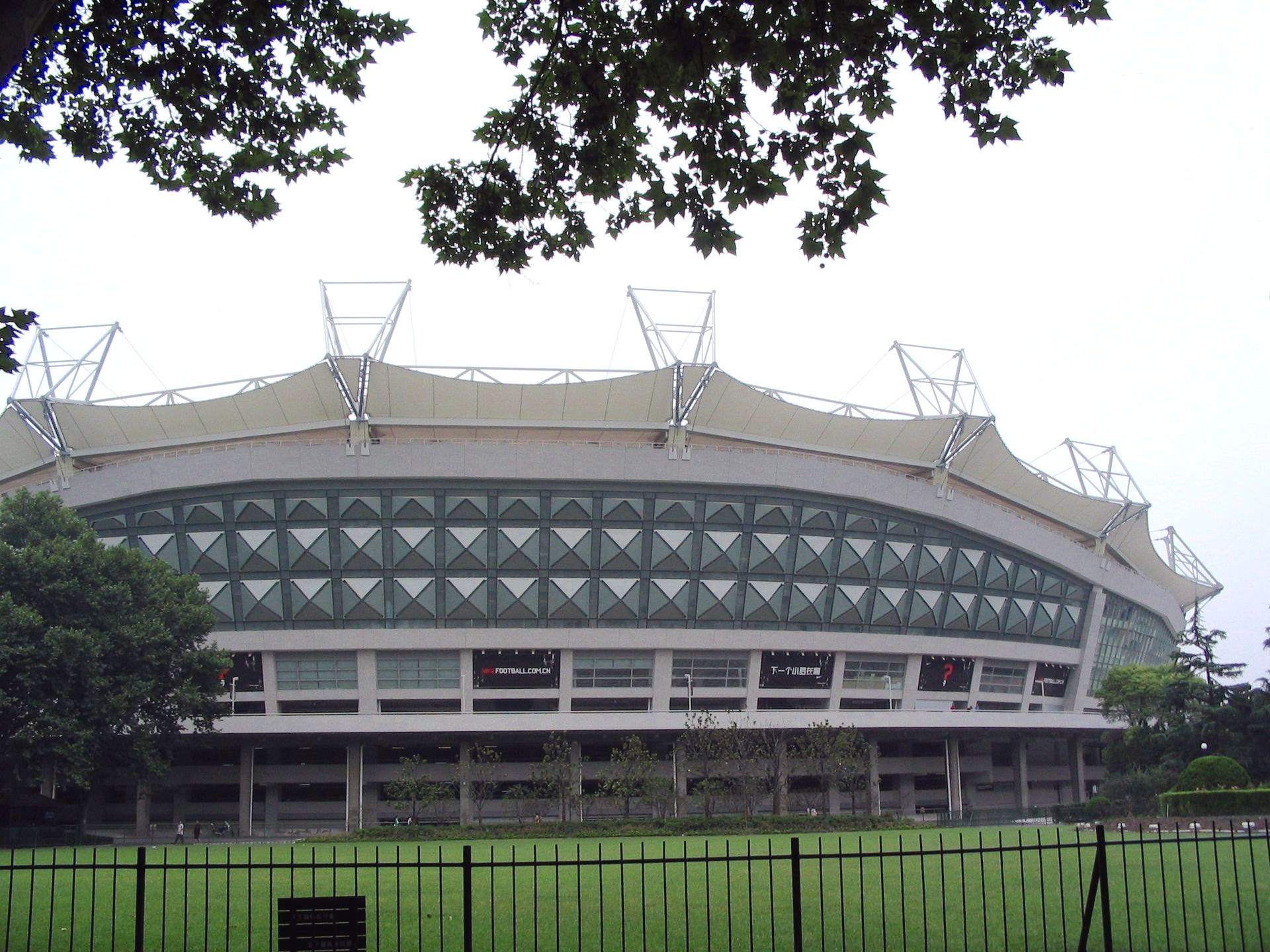
Hongkou Stadium w Szanghaju
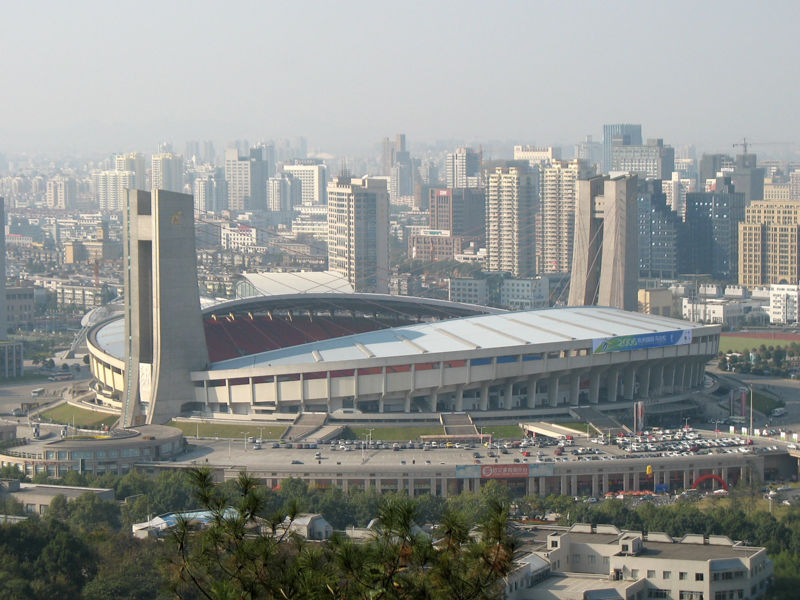
Yellow Dragon Stadium w Hangzhou
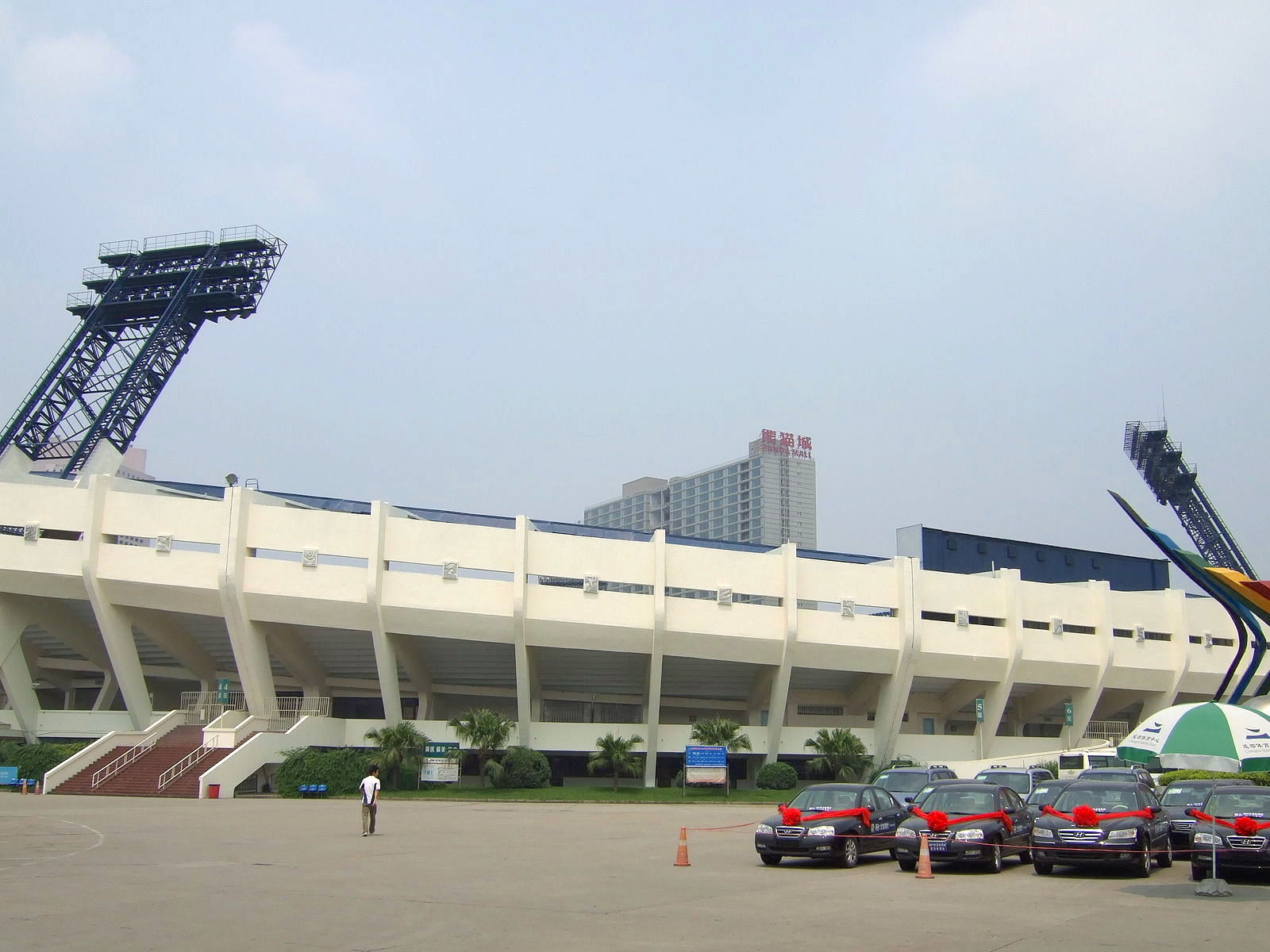
Chengdu Sports Center w Chengdu

## Wynagrodzenie pieniężne
Pierwszy raz w historii piłkarskich mistrzostw świata kobiet wszystkie awansujące drużyny otrzymały nagrodę pieniężna (sumy w USD):
- Mistrzostwo: 1 000 000
- Wicemistrzostwo: 800 000
- Trzecie miejsce: 650 000
- Czwarte miejsce: 550 000
- Ćwierćfinał: 300 000
- Runda grupowa: 200 000

## Znaczenie jako turniej kwalifikacyjny na igrzyska olimpijskie dla drużyn europejskich
Europejska konfederacja UEFA postanowiła wykorzystać Mistrzostwa Świata w Piłce Nożnej Kobiet 2007 jako turniej kwalifikacyjny dla drużyn europejskich na Letnie Igrzyska Olimpijskie 2008 w Pekinie. Trzy najlepiej spisujące się reprezentacje z federacji UEFA miały się zakwalifikować na igrzyska w Pekinie.
Pierwotnie zakładano, że reprezentacja Anglii miała prawo uczestniczyć w tej eliminacji, i wygrawszy, wziąć udział na igrzyskach jako Wielka Brytania. Jednak, 6 września 2007, FIFA orzekła że, nie posiadając komitetu olimpijskiego, Anglia nie ma prawa uczestniczyć w igrzyskach w 2008.
W celu ustalenia kolejności, miały liczyć się jedynie: zajęcie miejsc od pierwszego do czwartego, ćwierćfinał i faza grupowa. Jeżeli zaszłaby potrzeba wyłonienia jednej spośród drużyn, które odpadły w ćwierćfinale lub spośród drużyn, które odpadły w fazie grupowej, zagrane miałyby być dodatkowe baraże. W żadnym przypadku nie miałyby być uwzględniana różnica punktowa lub bramkowa.
W rezultacie rozgrywek, Niemcy i Norwegia zakwalifikowały się na igrzyska w Pekinie, bowiem, jako jedyne z uprawnionych drużyn europejskich, wyszły z fazy grupowej. Natomiast Dania i Szwecja zagrają dodatkowy mecz barażowy o pozostałe miejsce na igrzyskach olimpijskich.

## Faza grupowa
Legenda do tabel:
- Pkt – punkty
- M – liczba meczów
- Z – zwycięstwa
- R – remisy
- P – porażki
- Br+ – bramki zdobyte
- Br- – bramki stracone
- +/- – różnica bramek

Dwie pierwsze drużyny z każdej grupy awansują do dalszych gier.

### Grupa A
| Drużyna   | Pkt | M | Z | R | P | Br+ | Br- | +/- |
| --------- | --- | - | - | - | - | --- | --- | --- |
| Niemcy    | 7   | 3 | 2 | 1 | 0 | 13  | 0   | +13 |
| Anglia    | 5   | 3 | 1 | 2 | 0 | 8   | 3   | +5  |
| Japonia   | 4   | 3 | 1 | 1 | 1 | 3   | 4   | -1  |
| Argentyna | 0   | 3 | 0 | 0 | 3 | 1   | 18  | -17 |

Czas podawany lokalnie (UTC+8)
| 10 września 2007 20:00 | Niemcy · Behringer 12' 24' · Garefrekes 17' · Prinz 29' 45+1' 59' · Lingor 51' 90+1' · Smisek 57' 70' 79' | 11:0 (5:0)(Raport) (ang.) | Argentyna | Hongkou Stadium Widzów: 28 098 Sędzia: Tammy Ogston |
|                        | |                           |           |                                                     |

| 11 września 2007 20:00 | Anglia · K. Smith 81' 83' | 2:2 (0:0)(Raport) (ang.) | Japonia · Miyama 55' 90'+5' | Hongkou Stadium Widzów: 27 146 Sędzia: Kari Seitz |
|                        |                           |                          |                             |                                                   |

| 14 września 2007 17:00 | Argentyna | 0:1 (0:0)(Raport) (ang.) | Japonia · Nagasato 90'+1' | Hongkou Stadium Widzów: 27 730 Sędzia: Dagmar Damková |
|                        |           |                          |                           |                                                       |

| 14 września 2007 20:00 | Niemcy | 0:0(Raport) (ang.) | Anglia | Hongkou Stadium Widzów: 27 730 Sędzia: Jenny Palmqvist |
|                        |        |                    |        |                                                        |

| 17 września 2007 20:00 | Argentyna · González 60' | 1:6 (0:2)(Raport) (ang.) | Anglia · González 9' (sam) · J. Scott 10' · Williams 50' (k.) · K. Smith 64' 77' · Exley 90' (k.) | Chengdu Sports Center Widzów: 30 730 Sędzia: Dianne Ferreira-James |
|                        |                          |                          |                                                                                                   |                                                                    |

| 17 września 2007 20:00 | Japonia | 0:2 (0:1)(Raport) (ang.) | Niemcy · Prinz 21' · Lingor 87' (k.) | Yellow Dragon Stadium Widzów: 39 817 Sędzia: Adriana Correa |
|                        |         |                          |                                      |                                                             |

### Grupa B
| Drużyna           | Pkt | M | Z | R | P | Br+ | Br- | +/- |
| ----------------- | --- | - | - | - | - | --- | --- | --- |
| Stany Zjednoczone | 7   | 3 | 2 | 1 | 0 | 5   | 2   | +3  |
| Korea Północna    | 4   | 3 | 1 | 1 | 1 | 5   | 4   | +1  |
| Szwecja           | 4   | 3 | 1 | 1 | 1 | 3   | 4   | -1  |
| Nigeria           | 1   | 3 | 0 | 1 | 2 | 1   | 4   | -3  |

Czas podawany lokalnie (UTC+8)
| 11 września 2007 17:00 | Stany Zjednoczone · Wambach 50' · O’Reilly 69' | 2:2 (0:0)(Raport) (ang.) | Korea Północna · Kil Son-hui 58' · Kim Yong-ae 60' | Chengdu Sports Center Widzów: 35 100 Sędzia: Nicole Petignat |
|                        |                                                |                          |                                                    |                                                              |

| 11 września 2007 20:00 | Szwecja · Svensson 50' | 1:1 (0:0)(Raport) (ang.) | Nigeria · Uwak 82' | Chengdu Sports Center Widzów: 21 740 Sędzia: Niu Huijun |
|                        |                        |                          |                    |                                                         |

| 14 września 2007 17.00 | Stany Zjednoczone · Wambach 34' (k.) 58' | 2:0 (1:0)(Raport) (ang.) | Szwecja | Chengdu Sports Center Widzów: 35 600 Sędzia: Gyöngyi Gaál |
|                        |                                          |                          |         |                                                           |

| 14 września 2007 20.00 | Korea Północna · Kim Kyong-hwa 17' · Ri Kum-suk 21' | 2:0 (2:0)(Raport) (ang.) | Nigeria | Chengdu Sports Center Widzów: 35 600 Sędzia: Tammy Ogston |
|                        |                                                     |                          |         |                                                           |

| 18 września 2007 20.00 | Korea Północna · Ri Un-suk 22' | 1:2 (1:1)(Raport) (ang.) | Szwecja · Schelin 4' 54' | Tianjin Olympic Center Stadium Widzów: 33 196 Sędzia: Christine Beck |
|                        |                                |                          |                          |                                                                      |

| 18 września 2007 20.00 | Nigeria | 0:1 (0:1)(Raport) (ang.) | Stany Zjednoczone · Chalupny 1' | Hongkou Stadium Widzów: 6 100 Sędzia: Mayumi Oiwa |
|                        |         |                          |                                 |                                                   |

### Grupa C
| Drużyna   | Pkt | M | Z | R | P | Br+ | Br- | +/- |
| --------- | --- | - | - | - | - | --- | --- | --- |
| Norwegia  | 7   | 3 | 2 | 1 | 0 | 10  | 4   | +6  |
| Australia | 5   | 3 | 1 | 2 | 0 | 7   | 4   | +3  |
| Kanada    | 4   | 3 | 1 | 1 | 1 | 7   | 4   | +3  |
| Ghana     | 0   | 3 | 0 | 0 | 3 | 3   | 15  | -12 |

Czas podawany lokalnie (UTC+8)
| 12 września 2007 17:00 | Australia · Walsh 15' · De Vanna 57' 81' · Garriock 69' | 4:1 (1:0)(Raport) (ang.) | Ghana · Amankwa 70' | Yellow Dragon Stadium Widzów: 25 952 Sędzia: Adriana Correa |
|                        |                                                         |                          |                     |                                                             |

| 12 września 2007 20:00 | Norwegia · R. Gulbrandsen 52' · Horpestad 81' | 2:1 (0:1)(Raport) (ang.) | Kanada · Chapman 33' | Yellow Dragon Stadium Widzów: 30 752 Sędzia: Christine Beck |
|                        |                                               |                          |                      |                                                             |

| 15 września 2007 17:00 | Kanada · Sinclair 16' 62' · Schmidt 55' · Franko 77' | 4:0 (1:0)(Raport) (ang.) | Ghana | Yellow Dragon Stadium Widzów: 33 835 Sędzia: Nicole Petignat |
|                        |                                                      |                          |       |                                                              |

| 15 września 2007 20:00 | Norwegia · R. Gulbrandsen 5' | 1:1 (1:0)(Raport) (ang.) | Australia · De Vanna 83' | Yellow Dragon Stadium Widzów: 33 835 Sędzia: Niu Huijun |
|                        |                              |                          |                          |                                                         |

| 20 września 2007 17:00 | Kanada · Tancredi 1' · Sinclair 85' | 2:2 (1:0)(Raport) (ang.) | Australia · McCallum 53' · Salisbury 90+2' | Chengdu Sports Center Widzów: 29 300 Sędzia: Gyöngyi Gaál |
|                        |                                     |                          |                                            |                                                           |

| 20 września 2007 17:00 | Ghana · Bayor 73' · Okoe 80' (k.) | 2:7 (0:3)(Raport) (ang.) | Norwegia · Storløkken 4' · R. Gulbrandsen 39' 59' 62' · Horpestad 45' (k.) · Herlovsen 56' · Klaveness 69' | Yellow Dragon Stadium Widzów: 43 817 Sędzia: Jennifer Bennet |
|                        |                                   |                          | |                                                              |

### Grupa D
| Drużyna       | Pkt | M | Z | R | P | Br+ | Br- | +/- |
| ------------- | --- | - | - | - | - | --- | --- | --- |
| Brazylia      | 9   | 3 | 3 | 0 | 0 | 10  | 0   | +10 |
| Chiny         | 6   | 3 | 2 | 0 | 1 | 5   | 6   | -1  |
| Dania         | 3   | 3 | 1 | 0 | 2 | 4   | 4   | 0   |
| Nowa Zelandia | 0   | 3 | 0 | 0 | 3 | 0   | 9   | -9  |

Czas podawany lokalnie (UTC+8)
| 12 września 2007 17:00 | Brazylia · Daniela 10' · Cristiane 54' · Marta 74' 90+3' · Renata Costa 86' | 5:0 (1:0)(Raport) (ang.) | Nowa Zelandia | Wuhan Stadium Widzów: 33 500 Sędzia: Kamnueng Pannipar |
|                        |                                                                             |                          |               |                                                        |

| 12 września 2007 20:00 | Chiny · Li Jie 31' · Bi Yan 50' · Song Xiaoli 88' | 3:2 (1:0)(Raport) (ang.) | Dania · Nielsen 51' · Paaske 87' | Wuhan Stadium Widzów: 50 800 Sędzia: Dianne Ferreira-James |
|                        |                                                   |                          |                                  |                                                            |

| 15 września 2007 17:00 | Dania · Pedersen 61' · Paaske 66' | 2:0 (0:0)(Raport) (ang.) | Nowa Zelandia | Wuhan Stadium Widzów: 54 000 Sędzia: Mayumi Oiwa |
|                        |                                   |                          |               |                                                  |

| 15 września 2007 20:00 | Chiny | 0:4 (0:1)(Raport) (ang.) | Brazylia · Marta 42' 70' · Cristiane 47' 48' | Wuhan Stadium Widzów: 54 000 Sędzia: Jennifer Bennett |
|                        |       |                          |                                              |                                                       |

| 20 września 2007 20:00 | Nowa Zelandia | 0:2 (0:0)(Raport) (ang.) | Chiny · Li Jie 57' · Xie Caixia 79' | Tianjin Olympic Center Stadium Widzów: 56 208 Sędzia: Dagmar Damková |
|                        |               |                          |                                     |                                                                      |

| 20 września 2007 20:00 | Dania | 0:1 (0:0)(Raport) (ang.) | Brazylia · Pretinha 90+1' | Yellow Dragon Stadium Widzów: 43 817 Sędzia: Kari Seitz |
|                        |       |                          |                           |                                                         |

## Faza pucharowa
|  | Ćwierćfinały          | Ćwierćfinały           |                        |                   | Półfinały          | Półfinały          |  |  | Finał                  | Finał |
|  |                       |                        |                        |                   |                    |                    |  |  |                        |       |
|  | 22 września - Wuhan   |                        |                        |                   |                    |                    |  |  |                        |       |
|  |                       |                        |                        |                   |                    |                    |  |  |                        |       |
|  | Niemcy                | 3                      |                        |                   |                    |                    |  |  |                        |       |
|  | Niemcy                | 3                      | 26 września - Tiencin  |                   |                    |                    |  |  |                        |       |
|  | Korea Północna        | 0                      |                        |                   |                    |                    |  |  |                        |       |
|  | Korea Północna        | 0                      | Niemcy                 | 3                 |                    |                    |  |  |                        |       |
|  | 23 września - Wuhan   |                        | Niemcy                 | 3                 |                    |                    |  |  |                        |       |
|  |                       | Norwegia               | 0                      |                   |                    |                    |  |  |                        |       |
|  | Norwegia              | Norwegia               | 0                      | 1                 |                    |                    |  |  |                        |       |
|  | Norwegia              |                        | 30 września - Szanghaj | 1                 |                    |                    |  |  |                        |       |
|  | Chiny                 | 0                      |                        |                   |                    |                    |  |  |                        |       |
|  | Chiny                 | 0                      | Niemcy                 | 2                 |                    |                    |  |  |                        |       |
|  | 22 września - Tiencin |                        | Niemcy                 | 2                 |                    |                    |  |  |                        |       |
|  |                       | Brazylia               | 0                      |                   |                    |                    |  |  |                        |       |
|  | Stany Zjednoczone     | Brazylia               | 0                      | 3                 |                    |                    |  |  |                        |       |
|  | Stany Zjednoczone     | 27 września - Hangzhou |                        | 3                 |                    |                    |  |  |                        |       |
|  | Anglia                | 0                      |                        |                   |                    |                    |  |  |                        |       |
|  | Anglia                | 0                      | Stany Zjednoczone      | 0                 | Mecz o III miejsce | Mecz o III miejsce |  |  |                        |       |
|  | 23 września - Tiencin |                        | Stany Zjednoczone      | 0                 | Mecz o III miejsce | Mecz o III miejsce |  |  |                        |       |
|  |                       | Brazylia               | 4                      |                   |                    |                    |  |  |                        |       |
|  | Brazylia              | Brazylia               | 4                      | 3                 | Norwegia           | 1                  |  |  |                        |       |
|  | Brazylia              |                        |                        | 3                 | Norwegia           | 1                  |  |  |                        |       |
|  | Australia             | 2                      |                        | Stany Zjednoczone | 4                  |                    |  |  |                        |       |
|  | Australia             | 2                      |                        |                   | 4                  |                    |  |  |                        |       |
|  |                       |                        |                        |                   |                    |                    |  |  | 30 września - Szanghaj |       |
|  |                       |                        |                        |                   |                    |                    |  |  |                        |       |

### Ćwierćfinały
Czas podawany lokalnie (UTC+8)
| 22 września 2007 17:00 | Niemcy · Garefrekes 44' · Lingor 67' · Krahn 72' | 3:0 (1:0)(Raport) (ang.) | Korea Północna | Wuhan Stadium, Wuhan Widzów: 37 200 Sędzia: Tammy Ogston |
|                        |                                                  |                          |                |                                                          |

| 22 września 2007 20:00 | Stany Zjednoczone · Wambach 48' · Boxx 57' · Lilly 60' | 3:0 (0:0)(Raport) (ang.) | Anglia | Tianjin Olympic Center Stadium, Tiencin Widzów: 29 586 Sędzia: Jenny Palmqvist |
|                        |                                                        |                          |        |                                                                                |

| 23 września 2007 17:00 | Norwegia · Herlovsen 32' | 1:0 (1:0)(Raport) (ang.) | Chiny | Wuhan Stadium, Wuhan Widzów: 52 000 Sędzia: Gyöngyi Gaál |
|                        |                          |                          |       |                                                          |

| 23 września 2007 20:00 | Brazylia · Formiga 4' · Marta 23' (k.) · Cristiane 75' | 3:2 (2:1)(Raport) (ang.) | Australia · De Vanna 36' · Colthorpe 68' | Tianjin Olympic Center Stadium, Tiencin Widzów: 35 061 Sędzia: Christine Beck |
|                        |                                                        |                          |                                          |                                                                               |

### Półfinały
Czas podawany lokalnie (UTC+8)
| 26 września 2007 20:00 | Niemcy · Rønning 42' (sam.) · Stegemann 72' · Müller 75' | 3:0 (1:0)(Raport) (ang.) | Norwegia | Tianjin Olympic Center Stadium, Tiencin Widzów: 53 819 Sędzia: Dagmar Damková |
|                        |                                                          |                          |          |                                                                               |

| 27 września 2007 20:00 | Stany Zjednoczone | 0:4 (0:2)(Raport) (ang.) | Brazylia · Osborne 20' (sam.) · Marta 27' 79' · Cristiane 56' | Yellow Dragon Stadium, Hangzhou Widzów: 47 818 Sędzia: Nicole Petignat |
|                        |                   |                          |                                                               |                                                                        |

### Mecz o III miejsce
Czas podawany lokalnie (UTC+8)
| 30 września 2007 17:00 | Norwegia · R. Gulbrandsen 63' | 1:4 (0:1)(Raport) (ang.) | Stany Zjednoczone · Wambach 30' 46' · Chalupny 58' · O’Reilly 59' | Hongkou Stadium, Szanghaj Widzów: 32 068 Sędzia: Gyöngyi Gaál |
|                        |                               |                          |                                                                   |                                                               |

### Finał
Czas podawany lokalnie (UTC+8)
| 30 września 2007 20:00 | Niemcy · Birgit Prinz 52' · Laudehr 86' | 2:0 (0:0)(Raport) (ang.) | Brazylia | Hongkou Stadium, Szanghaj Widzów: 31 000 Sędzia: Tammy Ogston |
|                        |                                         |                          |          |                                                               |

## Strzelcy goli
7 goli:
- Marta

6 goli:
- Ragnhild Gulbrandsen
- Abby Wambach

5 goli:
- Cristiane
- Birgit Prinz

4 gole:
- Kelly Smith
- Lisa De Vanna
- Renate Lingor

3 gole:
- Christine Sinclair
- Sandra Smisek

2 gole:
- Li Jie
- Cathrine Paaske Sørensen
- Aya Miyama
- Melanie Behringer
- Kerstin Garefrekes
- Isabell Herlovsen
- Ane Stangeland Horpestad
- Lori Chalupny
- Heather O’Reilly
- Lotta Schelin

1 gol:
- Vicky Exley
- Jill Scott
- Fara Williams
- Eva Nadia González
- Lauren Colthorpe
- Heather Garriock
- Collette McCallum
- Cheryl Salisbury
- Sarah Walsh
- Daniela
- Formiga
- Pretinha
- Renata Costa
- Bi Yan
- Song Xiaoli
- Xie Caixia
- Anne Dot Eggers Nielsen
- Katrine Pedersen
- Anita Amankwa
- Adjoa Bayor
- Florence Okoe
- Yuki Nagasato
- Candace-Marie Chapman
- Martina Franko
- Sophie Schmidt
- Melissa Tancredi

1 gol (ciąg dalszy):
- Kil Son-hui
- Kim Yong-ae
- Kim Kyong-hwa
- Ri Kum-suk
- Ri Un-suk
- Annike Krahn
- Simone Laudehr
- Martina Müller
- Kerstin Stegemann
- Cynthia Uwak
- Lise Klaveness
- Lene Storløkken
- Shannon Boxx
- Kristine Lilly
- Victoria Svensson

Bramki samobójcze:
- Eva Nadia González (dla Anglii)
- Trine Rønning (dla Niemiec)
- Leslie Osborne (dla Brazylii)